# (425442) Eberstadt
(425442) Eberstadt ist ein Asteroid des inneren Hauptgürtels, der am 7. März 2010 von Uwe Süßenberger am Observatorium Bergen-Enkheim entdeckt wurde.
Der Asteroid wurde am 2. Juni 2015 nach dem Stadtteil Darmstadt-Eberstadt in Hessen benannt.